# Cursa de fons

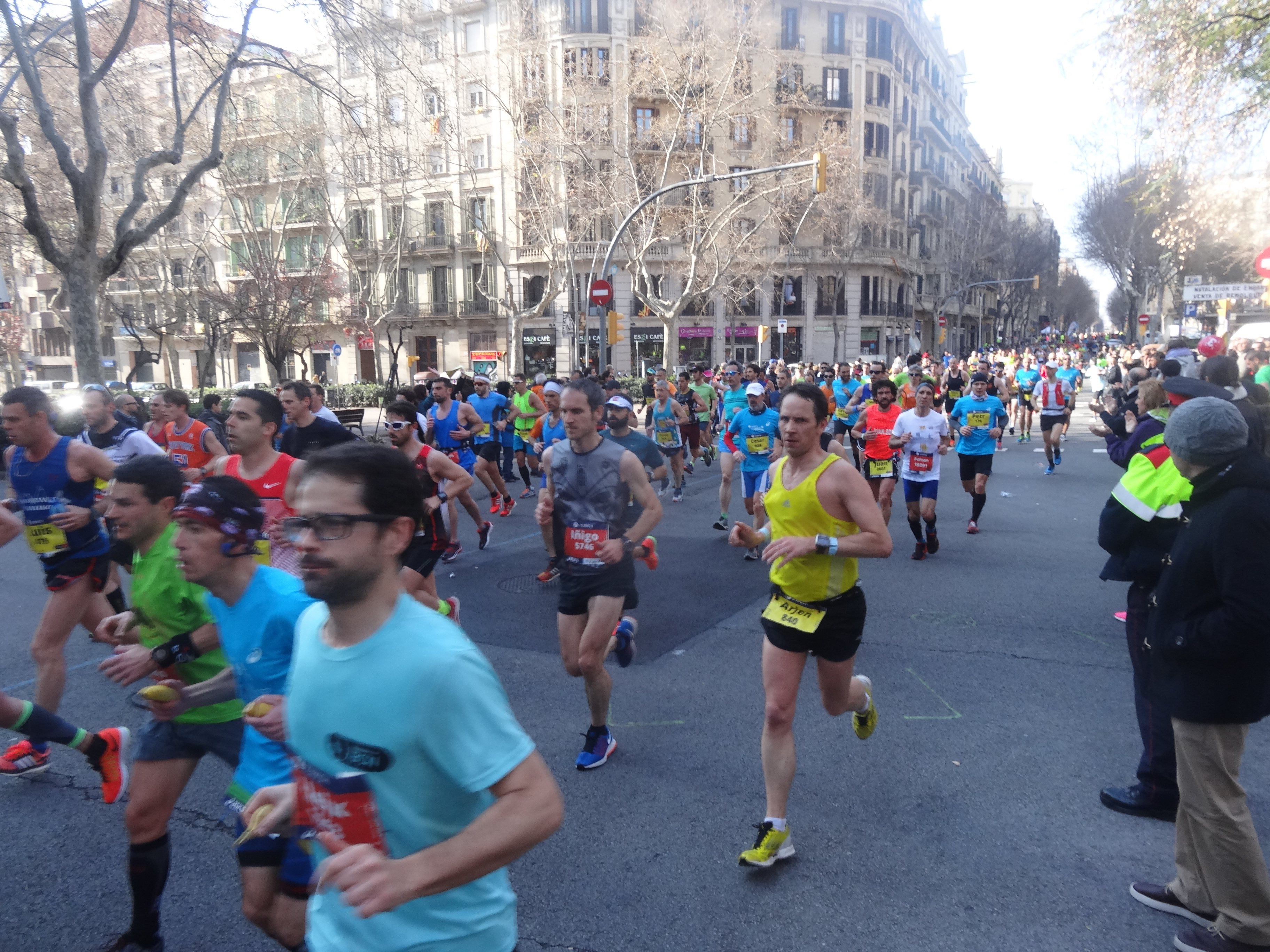
La Marató de Barcelona 2016

La cursa de fons és una prova atlètica de llarga distància. La cursa de 5.000 metres se sol considerar com la més curta de les curses de fons, passant per la de 10.000 metres, la mitja marató, la marató, arribant a altres curses més llargues, tot i que són inusuals.
En aquestes curses el més important no és la velocitat punta, sinó la resistència física i la determinació que cal per acabar.
Els atletes intenten evitar tots els moviments innecessaris, els genolls no es belluguen gaire, i l'obertura de cames força menor que a les curses de mig-fons i de velocitat.

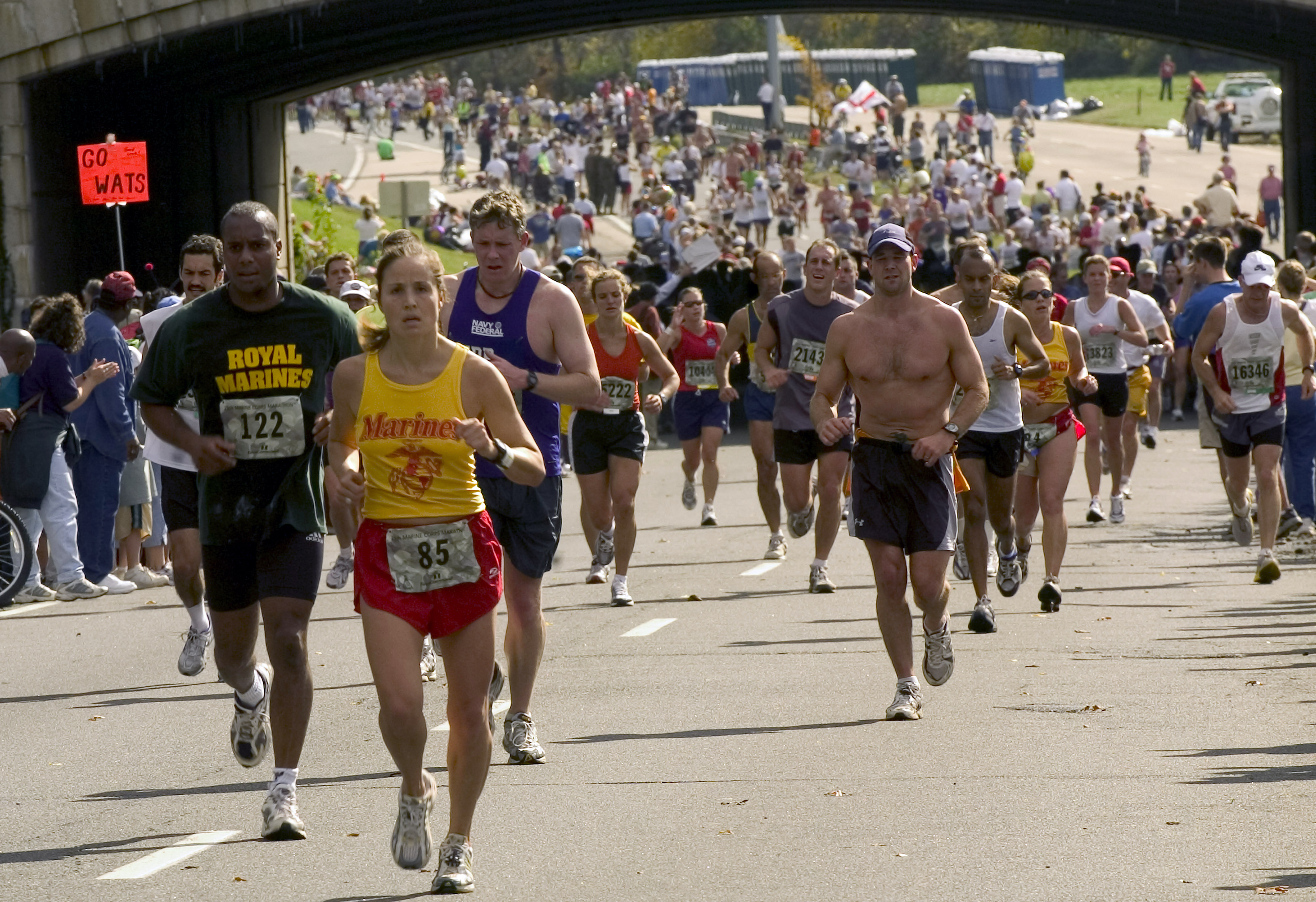
Una marató a Washington D.C.

## Material

### Roba
L'equipament de roba consisteix típicament en un conjunt format per una samarreta i uns pantalons o unes malles. La samarreta sol ser de material sintètic molt transpirable. Les inscripcions a moltes curses inclouen com a obsequi samarretes d'aquest tipus.

### Calçat
El calçat és específic per córrer fora de la pista d'atletisme. Ha de ser el més lleuger possible, i també ha d'estar dissenyat per esmorteir bé els impactes amb el terra per evitar el desgast dels lligaments de les cames i reduir la fatiga del corredor. Si no es té una "petjada neutre", també hi ha models que corregeixen petjades pronadores (pronació: el pes va cap a l'interior de la planta del peu) o supinadores (supinació: el pes va cap a l'exterior de la planta del peu), i també per a peus plans o peus excessivament arquejats. Normalment es recomana canviar el calçat cada 400 km.

### Control de temps
La immensa majoria d'organitzadors de curses utilitzen un sistema electrònic (amb xip) per controlar el temps que fa cada corredor. Aquest xip pot ser de propietat de l'atleta (de color groc), que es pot fer servir a curses il·limitades o es pot adquirir un xip d'un sol ús per a cada cursa (color blanc). Per tant, si es vol competir, és molt probable que se'n necessiti un.

### Pulsòmetre
Per controlar el ritme tant de cursa com d'entrenament, molts corredors porten pulsòmetre i cronòmetre. Segons el model, donen informació sobre la freqüència cardíaca, la velocitat i altres paràmetres que permeten configurar cada entrenament o elaborar estratègies durant la cursa.

## Entrenament
Per començar a córrer se solen fer sessions suaus de 5 km per anar augmentant progressivament tant el ritme com la distància a recórrer en cursa. Segons la prova a realitzar i el temps que es vol aconseguir, l'entrenament es completa amb sèries (exercicis de curta durada però intensos) a pistes d'atletisme.
Si es vol seguir un pla d'entrenament, és imprescindible portar una bitàcora d'entrenament, on s'anoten dades importants com distància recorreguda i temps empleat. Altres dades que se solen incloure són el model de calçat utilitzat, el pas i observacions.

## Curses
Les curses de fons es fan a circuits urbans o rurals, no a pistes d'atletisme. És un dels esdeveniments esportius on participen més esportistes a la vegada, ja que en una cursa no és difícil veure més de 1.000 corredors. De fet, les grans maratons mundials tenen cada any més de 30.000 corredors. A més a més, és un dels pocs esdeveniments on, segons la prova, es pot competir directament amb esportites d'elit.
Els tipus més habituals que es corren sobre asfalt són:
- 5.000 metres
- 10.000 metres
- Mitja Marató
- Marató
- Ultramarató (menys usual)

A més a més, existeixen altres tipus de curses que no es corren sobre l'asfalt, normalment anomenades cross, que es disputen a camins de terra, amb distàncies vàries. Les Eternal Running són curses que acostumen a tenir una distància de 10 km però per camins de terra amb grans bassals d'aigua i altres obstacles que fan les proves més difícils.